# Економија Луксембурга
Економија Луксембурга  у великој мери зависи од банкарског, челичног и индустријског сектора. Луксембуржани уживају највећи бруто домаћи производ по глави становника у свету, према процени ММФ-а (Међународни монетарни фонд) из 2022. године  .
Иако се Луксембург у туристичкој литератури прикладно назива „Зеленим срцем Европе“, његово пасторално земљиште коегзистира са високо индустријализованим и извозно интензивним подручјем. Луксембуршка економија је прилично слична немачкој економији. Луксембург ужива степен економског просперитета који је веома реткост међу индустријализованим демократијама.
У 2009. буџетски дефицит од 5% је резултат мера владе за стимулисање привреде, посебно банкарског сектора, као последица Велике рецесије . Ово је међутим смањено на 1,4% у 2010. 
За 2017. (очекиване) бројке су следеће: Раст 4,6%; Инфлација 1,0%; Буџетски дефицит 1,7%, да се смањи на 0,8% у 2020. години; Дуг: 20,4%, нема нових дугова у фискалној години. 

## Сектори
У 2013. БДП је био 60,54 милијарде долара од чега су услуге, укључујући финансијски сектор, произвеле 86%. Финансијски сектор је чинио 36% БДП-а, индустрија 13,3%, а пољопривреда само 0,3%. 

## Банкарство
Луксембург је део еврозоне од 1999. године.
Банкарство је највећи сектор у привреди Луксембурга. У Индексу глобалних финансијских центара за 2019. Луксембург је рангиран као 25. најконкурентнији финансијски центар на свету, и трећи најконкурентнији у Европи, после Лондона и Цириха .  Земља се специјализовала за администрацију прекограничних фондова за посао. Пошто је домаће тржиште Луксембурга релативно мало, финансијски центар земље је претежно међународног карактера. Крајем марта 2009. године у Луксембургу су биле 152 банке са преко 27.000 запослених. Политичка стабилност, добра комуникација, лак приступ другим европским центрима, квалификовано вишејезично особље, традиција банкарске тајне и прекогранична финансијска експертиза допринели су расту финансијског сектора. Ови фактори су допринели индексу перцепције корупције од 8,3 и ДАВ индексу рангирању од 10 у 2012. години; овај други највиши у Европи.  Немачка представља највећу групу банака, са скандинавским, јапанске и велике америчке банке су такође у великој мери заступљене. Укупна актива је премашила 929 милијарди евра на крају 2008. Више од 9.000 холдинг компанија је основано у Луксембургу. Европска инвестициона банка — финансијска институција Европске уније — такође се налази тамо.
Забринутост за законе о банкарској тајности Луксембурга и његову репутацију пореског раја довела је до тога да га је у априлу 2009. Г20 додала на „сиву листу“ земаља са сумњивим банкарским аранжманима , списак са које је уклоњен у 2009. Ова забринутост је навела Луксембург да измени своје пореско законодавство како би избегао сукоб са пореским властима чланица Европске уније. На пример, класично ослобођење пореза  Холдинг Компани је стављено ван закона 31. децембра 2010. године, пошто га је Европска комисија сматрала нелегалном државном помоћи. 

## Челик
Кључни догађај у економској историји Луксембурга било је увођење енглеске металургије 1876.. Процес рафинирања довео је до развоја индустрије челика у Луксембургу и оснивања компаније Арбед 1911. године.
Реструктурирање индустрије и повећање државног власништва у Арбеду (31%) почело је још 1974. Као резултат благовремене модернизације погона, смањења производње и запошљавања, преузимања дијела дуга Арбеда од стране владе и недавног цикличног опоравка међународна потражња за челиком, компанија је поново профитабилна. Његова продуктивност је међу највишима на свету. Америчка тржишта чине око 6% Арбедове производње.
Компанија је специјализована за производњу великих архитектонских челичних греда и специјализованих производа са додатном вредношћу. Међутим, дошло је до релативног пада у сектору челика, надокнађен појавом Луксембурга као финансијског центра. Године 2001, спајањем са Ацералиа и Усинор, Арбед је постао Арцелор. Арцелор је 2006. године преузео Митал Стеел да би формирао Арселор-Митал, на чијем челу је био Лакшми Митал, највећи произвођач челика на свету.

## Телекомуникације
Владине политике промовишу развој Луксембурга као аудиовизуелног и комуникационог центра. Радио-телевизија-Луксембург је водећи европски приватни радио и телевизијски емитер. Сателитска компанија Луксембурга коју подржава влада „Социете еуропеенне дес сателлитес“ (СЕС) створена је 1986. године да би инсталирала и управљала сателитским телекомуникационим системом за пренос телевизијских програма широм Европе. Први сателит СЕС Астра, 16-канални РЦА 4000 Астра 1А, лансирала је Ариане Роцкет у децембру 1988. СЕС тренутно представља највећу светску компанију за сателитске услуге у смислу прихода.

## Туризам
Туризам је важна компонента националне економије, који представља око 8,3% БДП-а у 2009. години и запошљава око 25.000 људи или 11,7% радно активног становништва. Упркос тренутној кризи, Велико војводство и даље прима преко 900.000 посетилаца годишње који у просеку проведу 2,5 ноћи у хотелима, хостелима или на камповима.  Пословна путовања цветају и представљају 44% ноћења у земљи и 60% у главном граду, што је пораст од 11% и 25% између 2009. и 2010. 

## Пољопривреда
Луксембуршки мали, али продуктиван пољопривредни сектор је високо субвенционисан, углавном од стране ЕУ и владе. Запошљава око 1-3% радне снаге. Већина фармера се бави производњом млека и меса. Виногради у долини Мозела годишње производе око 15 милиона литара сувог белог вина, од чега се већина конзумира у Луксембургу, а такође и у Немачкој, Француској и Белгији у мањем обиму.

## Рачуноводствени принципи
Отварање рачуна зависи од величине предузећа, а односи се на три критеријума: укупна билансна стања (укупна средства без губитака обрачунске године), нето износ промета (нето, какав се појављује у билансу успеһа). рачун) и просечан број радне снаге.
Контролу средњих и великих предузећа мора вршити један или више независних ревизора предузећа, које именује генерална скупштина међу члановима Института независних ревизора привредних друштава. Контролу малих предузећа мора вршити рачуновођа кога именује скупштина на одређено време. Закључак извештаја независног ревизора може бити:
1. Сертификат без резерве, односно одобрење
2. Потврда са резервама, односно да постоји одобрење са резервама због несугласица или недоумица
3. Одбијање да се да сертификат
4. Удружења рачуновођа имају потешкоћа да се организују због значаја државе у рачуноводственом систему.

## Радни односи
Радни односи су мирни од 1930-их. Већину индустријских радника организују синдикати повезани са једном од главних политичких партија. Представници бизниса, синдиката и владе учествују у вођењу великих преговора о раду.
Страни инвеститори често наводе радне односе Луксембурга као примарни разлог за лоцирање у Великом Војводству. Незапосленост је 1999. у просеку износила мање од 2,8% радне снаге, али је достигла 4,4% до 2007. године.

## Енергија
Луксембург је 1978. покушао да изгради нуклеарни реактор од 1.200 MW, али је одустао од планова након претњи великим протестима.  Тренутно Луксембург користи увезену нафту и природни гас за већину производње енергије. 

## Свемирски лет и екстракција свемирских ресурса
Луксембург је члан Европске свемирске агенције  где је Луксембург допринео са 23 милиона евра 2015. 
Највећи светски сателитски оператер ( СЕС Глобал ) има своје порекло и седиште је у Бекдорф у Луксембургу. 
У фебруару 2016. Влада Луксембурга је најавила да ће покушати да „покрене индустријски сектор за копање ресурса астероида у свемиру” тако што ће, између осталог, створити „правни оквир” и регулаторне подстицаје за компаније укључене у ову индустрију.  До јуна 2016, најавио је да ће „уложити више од 200 милиона америчких долара у истраживање, демонстрацију технологије и директну куповину капитала у компанијама које се преселе у Луксембург“.  До априла 2017. године, три корпорације за космичко рударство успоставиле су седиште основано у Луксембургу. 
Нови закон Луксембурга ступио је на снагу у августу 2017., осигуравајући да приватни оператери могу бити сигурни у своја права на ресурсе које извлаче у свемиру. Закон предвиђа да свемирски ресурси могу бити у власништву било кога, а не само грађана или компанија Луксембурга.“ 

## Превоз
Луксембург има ефикасне објекте и услуге друмског, железничког и ваздушног саобраћаја. Путна мрежа је значајно модернизована последњих година са 147 км аутопутева који повезују престоницу са суседним земљама. Појава брзе ТГВ везе до Париза довела је до реновирања градске железничке станице, док је нови путнички терминал на луксембуршком аеродрому недавно отворен. Аеродром бележи континуирани раст броја путника током последњих година (2015: 2,7 милиона, 2020: очекује се 4 милиона), а друга фаза проширења је на путу.
Трамваји су поново уведени у престоницу (прва језгра која је оперативна крајем 2017. године) и планиране су даље линије, укључујући трамвај/лаку железницу до Есцх-сур-Алзете. У 2019. години готово сав јавни превоз био је бесплатан за коришћење и за становнике и за посетиоце.

## Проспекти
Према напомени луксембуршке статистичке агенције, привреда Луксембурга требало је да расте 4,0% у 2011. Економска ситуација је била посебно динамична крајем 2010. и почетком 2011. године, али је било знакова успоравања, како у међународном економском окружењу, тако иу појмови националних индикатора.  Планирано је да раст БДП-а уђе у рецесију 2012. 